# Alisha Palmowski
Alisha Palmowski (Glossop, 21 september 2006) is een Brits autocoureur.

## Carrière

### Karting
Palmowski maakte haar autosportdebuut in het karting. In 2018 kwam zij uit in de juniorklasse van de BirelART UK Series. In 2019 stapte zij over naar de DRS100-klasse van de Daniel Ricciardo Series, waar zij in zowel 2020 als 2021 tweede werd.

### Ginetta Junior Championship
In 2022 won Palmowski de Ginetta Junior Scholarship, waarmee zij deel kon nemen aan het Ginetta Junior Championship. Zij reed hier voor het team Preptech UK. Twee achtste plaatsen op het Knockhill Racing Circuit en Brands Hatch waren haar beste resultaten en zij werd met 156 punten dertiende in de eindstand. Tevens reed zij in het winterkampioenschap, waar zij met twee podiumfinishes op Brands Hatch tweede werd achter Freddie Slater.
In 2023 stapte Palmowski binnen het Ginetta Junior Championship over naar het team Elite Motorsport. Zij behaalde tien podiumplaatsen: drie op zowel Silverstone als Brands Hatch, twee op Donington Park en een op zowel Oulton Park als Cadwell Park. Met 498 punten verbeterde zij zichzelf naar de vijfde plaats in het kampioenschap.

### GB4
In 2024 maakte Palmowski de overstap naar het formuleracing en kwam zij uit in het GB4 Championship, waar zij haar samenwerking met Elite voortzette. Zij won direct de seizoensopener op Oulton Park en voegde hier op het Snetterton Motor Racing Circuit nog twee zeges aan toe. Daarnaast stond zij nog achtmaal op het podium: driemaal op Donington, tweemaal op zowel Silverstone als Brands Hatch en eenmaal op Snetterton. Met 422 punten werd zij achter Linus Granfors tweede in het klassement.

### F1 Academy
In 2024 nam Palmowski als wildcardcoureur deel aan het raceweekend op het Losail International Circuit in de F1 Academy, nadat zij enkele weken daarvoor al deelnam aan een test op hetzelfde circuit. Zij eindigde in de eerste race als vijfde en had zich voor de tweede race als vierde gekwalificeerd, maar deze werd vanwege reparatiewerkzaamheden aan het circuit afgelast.
In 2025 rijdt Palmowski het gehele seizoen in de F1 Academy bij het team Campos Racing. Zij krijgt dat jaar steun van het Formule 1-team van Red Bull Racing.

### Formule E
In november 2024 testte Palmowski een Formule E-auto op het Circuito Permanente del Jarama voor het team Envision Racing als onderdeel van een testsessie exclusief voor vrouwen. Zij eindigde als zestiende in deze test.